# Agdistis glaseri
Agdistis glaseri là một loài bướm đêm thuộc họ Pterophoridae. Nó được tìm thấy ở Tây Ban Nha.
Sải cánh dài 24–26 mm. Cánh trước màu xám còn cánh sau màu trắng.